# Плясуля, Иван Васильевич
Иван Васильевич Плясуля (19 января 1913, Чертково — 15 марта 1991) — советский циркач, тяжелоатлет, борец классического стиля, призёр чемпионатов СССР, мастер спорта СССР. 

## Биография
Юность и молодость Иван провёл в Армении, где в 1932 году увлёкся борьбой. Был чемпионом Армении по классической борьбе 1936 года, чемпионом ВЦСПС 1937 и 1940 годов. Неоднократный серебряный призёр чемпионатов СССР по классической борьбе: в полутяжёлом весе в 1938 году, и в полутяжелом, и в тяжёлом весе в 1940 году.
В 1940 году перешёл в профессионалы. В цирке выступал под именем Владимир. Журнал «Советский цирк» писал в 1951 году:
Схватки с участием Владимира Плясули, благодаря темпераменту и острому атакующему стилю, представляют собой большой интерес при встрече с любым противником. Плясуля умеет увлечь публику своей искрометной борьбой и великолепной техникой.
В одном из его номеров через него проезжали три грузовика с пассажирами.
В 1947 году стал чемпионом ВЦСПС и по борьбе, и по тяжёлой атлетике. В составе сборной команды ВЦСПС участвовал в международном турнире. На любительском ковре побеждал Арсена Мекокишвили, Александра Мазура, Ивана Богдана. Боролся в цирке до 1969 года, затем работал контролёром ростовского цирка.

## Спортивные результаты
- Чемпионат Армении 1936 года — ;
- Чемпионат ВЦСПС 1937 года — ;
- Чемпионат ВЦСПС 1940 года — ;
- Чемпионат СССР по классической борьбе 1938 года — ;
- Чемпионат СССР по классической борьбе 1940 года (до 87 кг) — ;
- Чемпионат СССР по классической борьбе 1940 года (свыше 87 кг) — ;

## Память
В посёлке Чертково проводится традиционный турнир памяти Ивана Плясули.